# Bisdom Erexim
Het bisdom Erexim (Latijn: Dioecesis Ereximensis) is een rooms-katholiek bisdom met als zetel Erechim, in Brazilië. Het bisdom is suffragaan aan het aartsbisdom Passo Fundo.

## Geschiedenis
Het bisdom werd opgericht op 27 mei 1971, uit delen van het bisdom Passo Fundo, en was suffragaan aan het aartsbisdom Porto Alegre. Op 13 april 2011 wisselde het van kerkprovincie en werd suffragaan aan het aartsbisdom Passo Fundo.

## Parochies
Het bisdom had in 2021 een oppervlakte van 5.586 km2 en telde 229.400 inwoners waarvan 79,8% rooms-katholiek was.

## Bisschoppen
- João Aloysio Hoffmann (27 mei 1971 - 26 januari 1994)
- Girônimo Zanandréa (26 januari 1994 - 6 juni 2012; coadjutor sinds 16 november 1987)
- José Gislon (6 juni 2012 - 26 juni 2019)
- Adimir Antônio Mazali (15 april 2020 - heden)

Passo Fundo (aartsbisdom) · Erexim · Frederico Westphalen · Vacaria